# Vlag van Mechelen
De vlag van Mechelen werd door de gemeenteraad op 25 november 1985 officieel vastgesteld als de gemeentelijke vlag van de Antwerpse gemeente Mechelen. Op 7 oktober 1986 werd hij door het Bestuur van Vlaanderen bevestigd en uiteindelijk gepubliceerd op 3 december 1987 in het officiële Belgisch Staatsblad.
Officieel wordt de vlag beschreven als:
Zeven even lange banen van geel en van rood, met op het midden een geel schild met een zwarte adelaar.
De vlag is volledig gebaseerd op het gemeentewapen en ziet er dus helemaal hetzelfde uit.

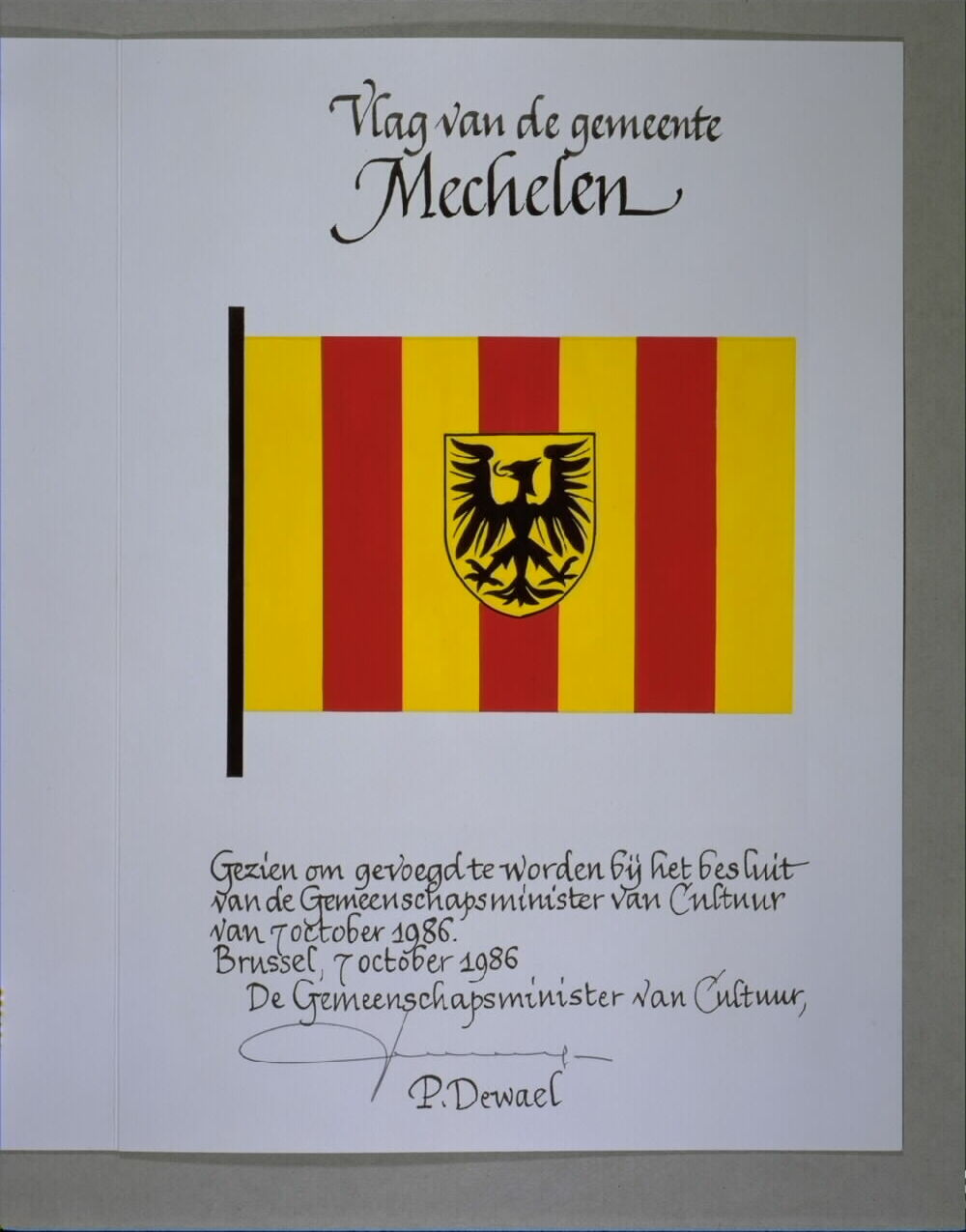
Ontwerp vlag getekend door Patrick Dewael.
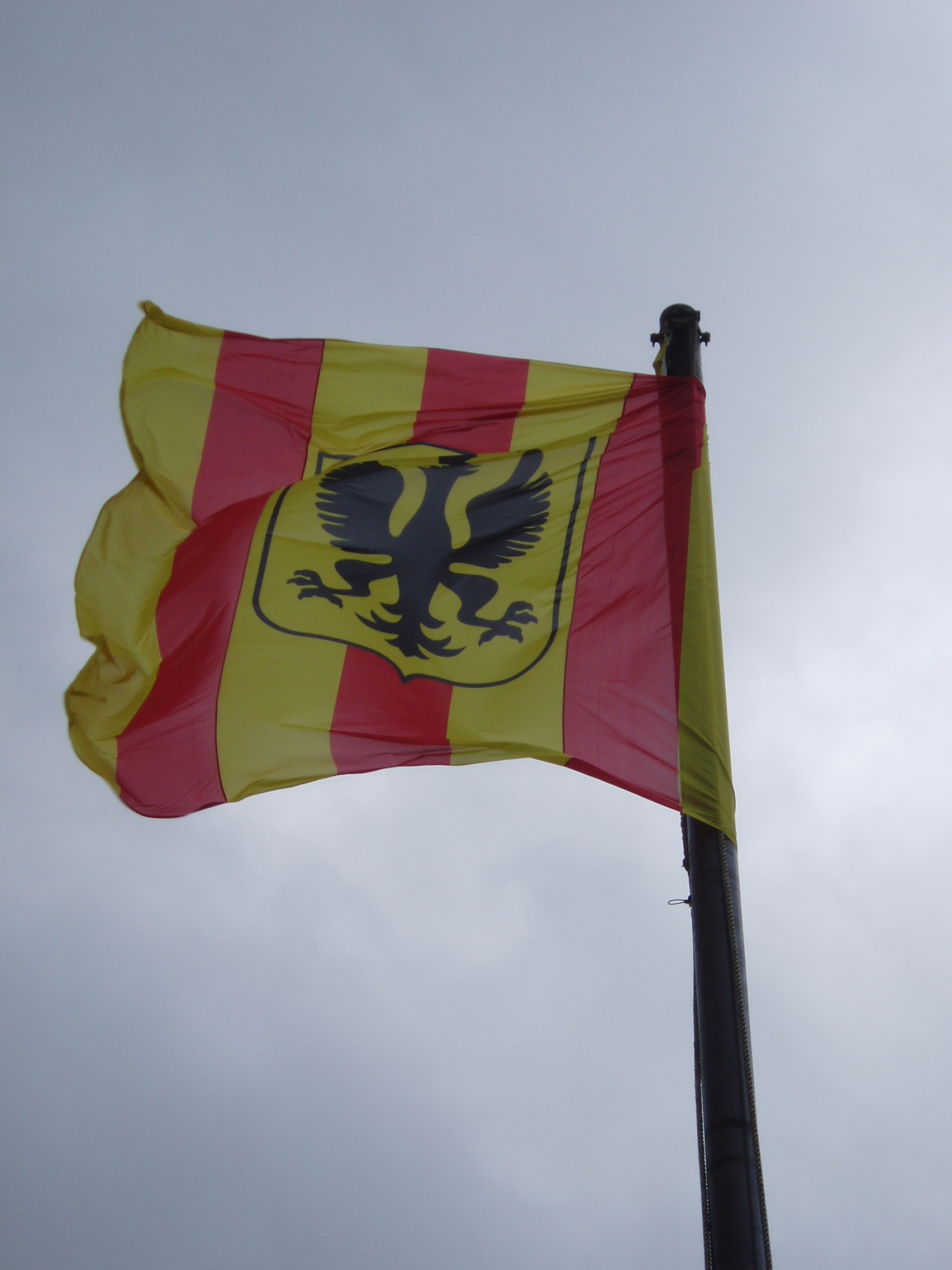
Wapperende stadsvlag op het dak van de Sint-Romboutskathedraal.